# Surigao
Surigao is de hoofdstad van de Filipijnse provincie Surigao del Norte in het noordoosten van het eiland Mindanao. Bij de laatste census in 2007 had de stad ruim 132 duizend inwoners.

## Geografie

### Bestuurlijke indeling
Surigao is onderverdeeld in de volgende 54 barangays:
| - Alang-alang - Alegria - Anomar - Aurora - Balibayon - Baybay - Bilabid - Bitaugan - Bonifacio - Buenavista - Cabongbongan - Cagniog - Cagutsan - Canlanipa - Cantiasay - Capalayan - Catadman - Danao | - Danawan - Day-asan - Ipil - Libuac - Lipata - Lisondra - Luna - Mabini - Mabua - Manyagao - Mapawa - Mat-i - Nabago - Nonoc - Orok - Poctoy - Punta Bilar - Quezon | - Rizal - Sabang - San Isidro - San Jose - San Juan - San Pedro - San Roque - Sema - Sidlakan - Silop - Sugbay - Sukailang - Taft - Talisay - Togbongon - Trinidad - Washington - Zaragoza |

## Demografie
Surigao had bij de census van 2007 een inwoneraantal van 132.151 mensen. Dit zijn 13.617 mensen (11,5%) meer dan bij de vorige census van 2000. De gemiddelde jaarlijkse groei komt daarmee uit op 1,51%, hetgeen lager is dan het landelijk jaarlijks gemiddelde over deze periode (2,04%). Vergeleken met de census van 1995 is het aantal mensen met 27.242 (26,0%) toegenomen.
De bevolkingsdichtheid van Surigao was ten tijde van de laatste census, met 132.151 inwoners op 245,3 km², 538,7 mensen per km².
Alegria · Bacuag · Burgos · Claver · Dapa · Del Carmen · General Luna · Gigaquit · Mainit · Malimono · Pilar · Placer · San Benito · San Francisco · San Isidro · Santa Monica · Sison · Socorro · Surigao · Tagana-an · Tubod